# Laurent Devin
 (juin 2019).
Si vous disposez d'ouvrages ou d'articles de référence ou si vous connaissez des sites web de qualité traitant du thème abordé ici, merci de compléter l'article en donnant les références utiles à sa vérifiabilité et en les liant à la section « Notes et références ».
Laurent Devin, né le 16 mars 1970 à Binche, est un homme politique belge, membre du Parti socialiste (PS).

## Parcours scolaire et professionnel
Licencié et Agrégé en journalisme et communication à l'Université Libre de Bruxelles en 1993. Laurent Devin entame sa carrière professionnelle la même année comme permanent à la Maison des jeunes de Marcinelle de « Jeunes Mania » et comme coordinateur d'un projet de développement social de quartier au CPAS de Charleroi. 

## Parcours politique
Militant dès l'âge de 16 ans, il entre en 1999 au Cabinet du ministre Robert Collignon comme collaborateur. De 2000 à 2004, il devient Collaborateur au Cabinet du Ministre Rudy Demotte. Il obtient son premier mandat électoral en 2000 comme conseiller communal de la ville de Binche, fonction qu'il exercera jusqu'en 2006. Il exercera comme Député wallon et Député de la Communauté française de 2004 à 2010. En décembre 2006, grâce à un transfuge, il est élu bourgmestre de la ville de Binche. En juin 2010, il devient député fédéral. En 2012, il est réélu bourgmestre de Binche avec 6 371 voix. En mai 2014, il obtient son deuxième mandat en tant que député fédéral avec près de 12 889 voix. Le 14 octobre 2018, aux élections communales, il est réélu pour un troisième mandat de bourgmestre avec 6 194 voix avec une confortable majorité de 57 % pour le PS. 
Après les élections régionales de mai 2019, son nombre de voix de préférence de 15 982 le place dans les 25 % des membres de son groupe politique disposant du plus haut taux de pénétration. Selon le décret décumul cela l'autorise à cumuler son mandat de député wallon et une fonction dans un exécutif local, celle de bourgmestre de la ville de Binche dans son cas.
En décembre 2022, après la désignation d'André Frédéric comme Président du Parlement Wallon, Laurent Devin lui succède comme chef de groupe PS.

## Mandats politiques
- 2001-2006 : Conseiller communal de la ville de Binche ;
- 2004-2010 et 2019- : Député wallon et Député de la Communauté française ;
- Depuis le 4 décembre 2006 : Bourgmestre de la ville de Binche ;
- Du 13 juin 2010 au 26 mai 2019 : Député fédéral ;
- Depuis 2019 : Député wallon.